# Thoroczkay István
Torockószentgyörgyi Thoroczkay István (1649 – 1712. április 11.) (Thoroczkai, Toroczkay) az Erdélyben birtokos Thoroczkói család bárói ágának tagja, a Rákóczi-szabadságharc idején kuruc tábornok, 1704-ben a kurucok erdélyi csapatainak főparancsnoka.

## Élete
1649-ben született, apja Thoroczkay János, anyja Torma Borbála. Gyermek- és ifjúkoráról nem maradtak fenn források. Későbbi tisztsége utal arra, hogy vélhetően jogi ismereteket szerzett. 1685-ben az Apafi Mihály fejedelem mellé felállított 30 fős honvédelmi bizottmány tagja lett. 1686-ban a székelyek vezéreként Nagyszebennél csatát vesztett. Erdély önállóságának megszűnése után, 1690 és 1703 között táblai assessor (kb. jogi asszisztens) tisztséget töltött be. 1702-től Aranyosszék főkapitánya, vagyis a helyi fegyveres erők főparancsnoka volt. 1703-ban ezredessé léptették elő.
A kurucok mozgalmának erdélyi terjedését látva Jean Rabutin, Erdély császári hadseregének főparancsnoka kb. 1000 fős sereggel a Szamos mentén előrenyomuló kurucok ellen küldte. Thoroczkay 1703. november 10-én ütközött meg Szentbenedeknél a Kaszás Pál által vezetett kurucokkal. A császári csapatok vereséget szenvedtek, vezetőik fogságba estek. Thoroczkayt Teleki Mihállyal, Pekri Lőrinccel, Csáki Istvánnal együtt Rákóczi táborába vitték, ahol mindannyian átálltak a későbbi fejedelem oldalára.
Rákóczi Thoroczkayt főstrázsamesterré nevezte ki és tábornokká léptette elő, valamint megtette az erdélyi sereg főparancsnokává. 1704 januárjában hadsereggel Erdélybe küldte. Közeledtének hírére Rabutin alvezére, báró Johann Karl Tige ezredes a Székelyföldről elé vonult. Feldúlta Nagyenyedet majd ostrom alá vette Torockószentgyörgy várát, melyet március 15-én felrobbantott.
1704. februárjában Rabutin elfogatta és Nagyszebenbe vitette Thoroczkay feleségét, Kapy Borbálát és gyermekeiket. A férfiakat börtönbe záratta, a nőket szigorú házi őrizetbe vetette. Másfél éves unokájának tisztességes eltemetését is meg akarta akadályozni. Mivel Thoroczkay nem volt hajlandó Rabutinnal egyezkedni, a családtagok őrizete szigorodott, majd 1705 júliusában 4000 forint lefizetése után elhagyhatták a börtönt. Fiát, Thoroczkay Jánost Bánffy György Erdély kormányzója megpróbálta rávenni, hogy apját beszélje rá a császárhoz való átállásra, ám ő erre nem volt hajlandó.
1704. nyarán Pekri Lőrinc az erdélyi szászokat arra próbálta rávenni, hogy Rákóczinál tegyenek panaszt Thoroczkay ellen annak alkalmatlansága miatt. 1704. szeptember 10-én Nagyszeben mellett Thoroczkay 3500 fős serege a császáriakkal vívott csatában megfutamodott. A tábornok ágyútűzzel és kardlapozással sem tudta a menekülőket feltartóztatni. Amikor mellette kitartó emberei utoljára látták, fáradt lova nem tudott egy árkot átugrani, így nyoma veszett a csatában. Már halálhíre is elterjedt, de mégis túlélte az ütközetet. Rákóczi azonban leváltotta és helyére Forgách Simont nevezte ki Erdély katonai főparancsnokává. Thoroczkay 1705 elején sokat betegeskedett. 1707-ben, Rákóczi erdélyi fejedelemmé választása után az Országtanács tagja és a rendek elnöke lett. A szabadságharc hanyatlása idején, 1710 végén Moldvába emigrált, ahonnan csak a szatmári béke megkötése után tért vissza. Nem sokkal ezután 1712. április 11-én halt meg 63 éves korában. Az általa építtetett torockószentgyörgyi családi kriptában temették el Sámuel nevű fia mellé.

## Családja
Thoroczkay István felesége kapiváry Kapy Borbála volt, akitől több gyermeke is született:
- János (meghalt 1745-ben): Fogaras vár és vidék kapitánya, 1734-ben bárói címet kapott, felesége Petky Sára
- György
- István (1682–1714): felesége gróf Gyulay Kata
- Sámuel (1683–1707)
- Kata: ifjabb Teleki Mihály felesége
- Mária (1687–1738): Rhédei László felesége
- Klára: a család grófi ágából származó Thoroczkay Zsigmond felesége[3]